# Personnalité politique

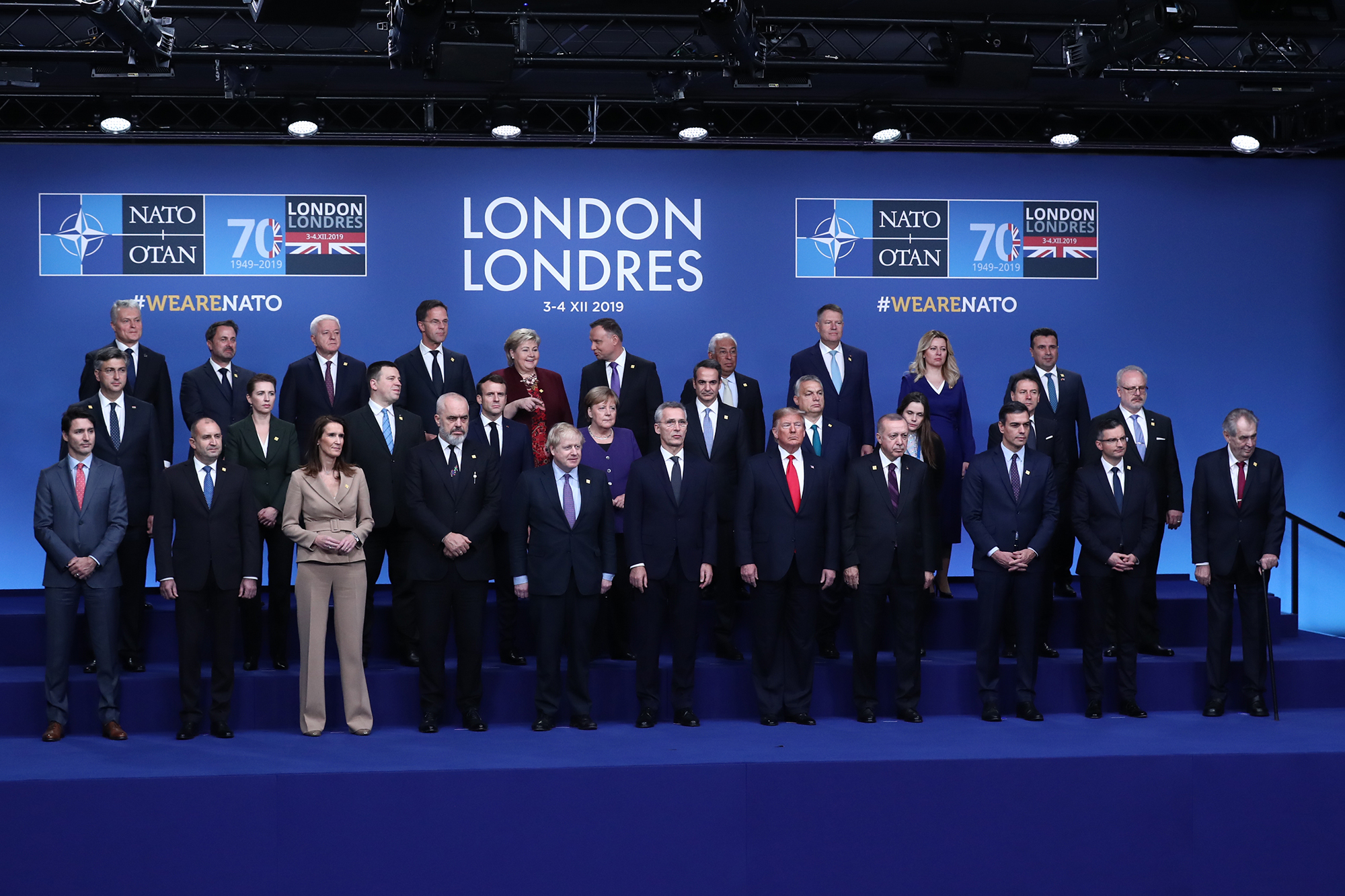
Délégués des pays membres de l'OTAN lors d'un sommet tenue à Londres du 3 au 4 décembre 2019 avec Sophie Wilmès, Donald Trump et Pedro Sánchez.

Une personnalité politique est une personne impliquée dans la vie politique. Plusieurs synonymes sont également employés, tels que femme politique, homme politique ou encore un ou une politique.
Les mots politicien et politicienne sont également couramment utilisés, en particulier au Canada et en Suisse (le plus souvent de manière neutre), mais peuvent présenter une connotation péjorative dans d'autres pays de la francophonie. En effet, il s'emploie parfois pour parler de quelqu'un qui ne vit que de ses fonctions politiques et fait preuve d'une grande habileté dans les intrigues de la vie politique.

## Historique
Lorsqu'une personnalité politique exerce les plus hautes fonctions exécutives, elle est connue en tant qu'homme ou femme d'État. En France, le premier président de la République élu au suffrage universel masculin est Louis Napoléon Bonaparte en 1848. Il tente à plusieurs reprises de devenir empereur avant d'y parvenir en décembre 1852.
Vigdis Finnbogadóttir est la première femme au monde à être élue présidente le 29 juin 1980. Jóhanna Sigurðardóttir devient la première cheffe d'État du monde ouvertement lesbienne en Islande en 2009.
Les premières femmes premières ministres ont été Sirimavo Bandaranaike en 1960 au Sri Lanka, Indira Gandhi en 1966 en Inde, Golda Meir en Israel en 1969 et Margaret Thatcher en 1979 au Royaume-Uni, Édith Cresson en 1991 en France, Angela Merkel, première chancelière fédérale en 2005. Petra De Sutter est devenue en 2020 la première femme trans ministre en Europe.

## Définition d'une personnalité politique
- Si vous ne connaissez pas le sujet, laissez ce bandeau (vous pouvez alors contacter les auteurs).
- Si vous supprimez le contenu mis en cause (vous pouvez préalablement contacter les auteurs),

argumentez précisément cette suppression dans la page de discussion
(un manque de référence n'est pas un argument ; une recherche réelle de référence doit avoir été effectuée, être formellement documentée).
Dans les démocraties représentatives contemporaines, les personnalités politiques peuvent être élues au suffrage universel, direct ou indirect, mais pas nécessairement. En France, la constitution indique que le les membres du gouvernement sont nommés par le chef de l'Etat. Plus largement, une personnalité politique n'occupe pas forcément une fonction élective. Il est ainsi courant de désigner par ce terme, les personnes qui briguent un mandat électif (qu'elles soient déjà élues ou non), ou encore tout individu qui prétend intervenir, selon des modalités variées, sur la conduite des affaires politiques d'un territoire donné. 

## Exemples de fonctions occupées par des personnalités politiques
Dans certains pays, les fonctions suivantes peuvent être occupées par des personnalités politiques :
En Belgique :
- Premier ministre[n 1] ;
- Ministre[n 1] ;
- Député fédéral ;
- Député régional ;
- Député communautaire ;
- Gouverneur ;
- Député provincial ;
- Député européen ;
- Bourgmestre ;
- Échevin ;
- Conseiller communal.

Au Canada :
- Premier ministre ;
- Premier ministre provincial ;
- Ministre fédéral ;
- Ministre provincial ;
- Sénateur ;
- Député fédéral ;
- Député provincial ;
- Maire ;
- Conseiller municipal.

Au Maroc :
- Roi ;
- Chef du gouvernement ;
- Ministre ;
- Représentant ;
- Conseiller ;
- Wali ;
- Maire ;
- Préfet.

En France :
- Président de la République ;
- Premier ministre[n 1] ;
- Ministre[n 1] ;
- Secrétaire d'État[n 1] ;
- Député ;
- Sénateur ;
- Député européen ;
- Président du conseil régional ;
- Président du conseil départemental ;
- Conseiller régional et conseiller départemental ;
- Maire ;
- Adjoint au maire et membre du conseil municipal.

En Suisse :
- Président de la Confédération ;
- Conseiller fédéral ;
- Chancelier de la Confédération ;
- Conseiller national ;
- Conseiller aux États ;
- Conseiller d'État ;
- Ministre (canton du Jura) ;
- député au Grand Conseil ;
- Préfet ;
- Syndic ;
- Conseiller communal, Conseiller municipal, Conseiller administratif et Conseiller général ;
- Assemblée communale.

En Algérie :
- Président de la République ;
- Chef du Gouvernement ;
- Ministre ;
- Secrétaire d'état ;
- Chef d'état-major de l'Armée nationale populaire ;
- Chef des services de sécurité ;
- Wali ;
- Député ;

Au Liban :
- Premier ministre ;
- Président de la République ;
- Député ;
- Chef d'un parti ;
- Ministre ;